# Hideo Kojima

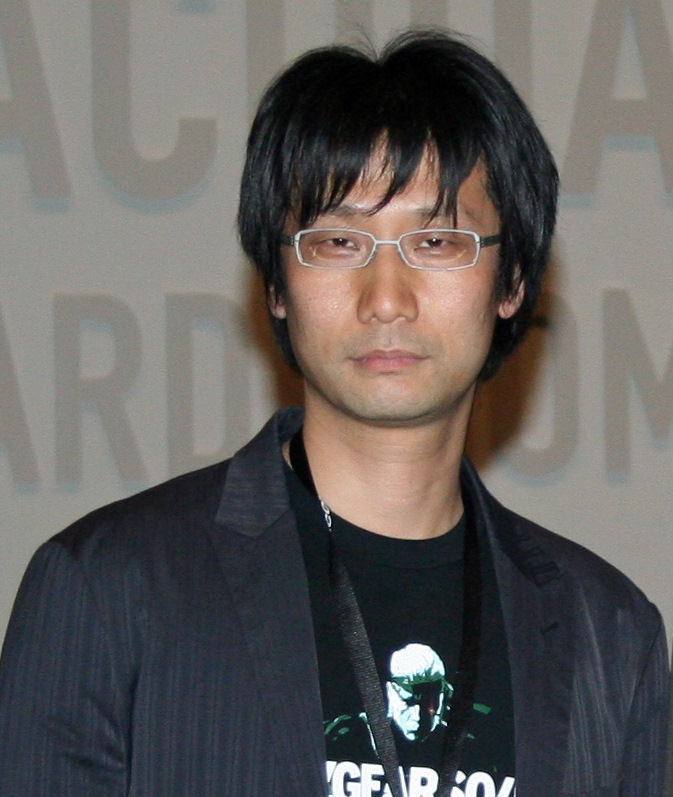
Kojima in 2007

Hideo Kojima (小島秀夫, Kojima Hideo) (Setagaya (Tokio), 24 augustus 1963) is een Japanse computerspelontwerper, voormalig werkzaam bij Konami. Hij is het huidige hoofd achter Kojima Productions en is verantwoordelijk voor veelgeprezen spelreeksen als Metal Gear, Boktai en Zone of the Enders. Zijn liefde voor films is vaak zichtbaar in zijn spellen.

## Kojima Productions
Op 1 april 2005 werd Kojima's team een dochteronderneming binnen Konami, genaamd Kojima Productions. Hierdoor kan Kojima zich volledig toeleggen op het maken van spellen zonder rekening te moeten houden met zijn administratieve verplichtingen die hij had als vicepresident van Konami.
Huidige projecten van Kojima Productions zijn onder andere Metal Gear Solid 4: Guns of the Patriots, Project 'S' en Lunar Knights: Vampire Hunters. Verder werkt Kojima ook aan de velden van Solid Snake in Super Smash Bros. Brawl voor Nintendo Wii.
In december 2015 heeft Sony Interactive Entertainment Inc. laten weten een overeenkomst gesloten te hebben met Kojima Productions, een nieuwe studio opgericht door spelontwerper Hideo Kojima, om zo zijn software exclusief naar de PS4 te brengen.

## Producties

### Terugkeer
- Death Stranding (2019)

### Metal Gear-serie
- Metal Gear Solid V: The Phantom Pain (2015)
- Metal Gear Online (2008-2009)
- Metal Gear Solid 4: Guns of the Patriots (2008) - schrijver/producer/regisseur
- Super Smash Bros. Brawl (2008) - personage Snake in de game
- Metal Gear Solid: Portable Ops Plus (2007) - schrijver/originele concept/uitvoerend producent
- Metal Gear Solid: Digital Graphic Novel 2 (2007) - producer/regisseur
- Metal Gear Solid: Portable Ops (2006) - schrijver/originele concept/uitvoerend producent
- Metal Gear Solid: Digital Graphic Novel (2006) - producer/regisseur
- Metal Gear Solid 3: Subsistence (2005) - schrijver/producer/regisseur
- Metal Gear Ac!d² (2005) - producer
- Metal Gear Ac!d (2004) - producer
- Metal Gear Solid 3: Snake Eater (2004) - schrijver/producer/regisseur
- Metal Gear Solid: The Twin Snakes (2004) - schrijver/producer/originele regisseur
- Metal Gear Solid 2: Substance (2002) - schrijver/producer/regisseur
- The Document of Metal Gear Solid 2 (2002) - producer/regisseur
- Metal Gear Solid 2: Sons of Liberty (2001) - schrijver/producer/regisseur
- Metal Gear: Ghost Babel (2000) - producer/supervising director
- Metal Gear Solid: VR Missions (1999) - producer/regisseur
- Metal Gear Solid: Integral (1999) - schrijver/producer/regisseur
- Metal Gear Solid (1998) - schrijver/producer/regisseur
- Metal Gear 2: Solid Snake (1990) - schrijver/regisseur
- Metal Gear (1987) - schrijver/regisseur (spelontwerp)

### Boktai-serie
- Lunar Knights (2006) - producer
- Boktai: Sabata's Counterattack (2005) - producer
- Boktai 2: Solar Boy Django (2004) - producer
- Boktai: The Sun Is in Your Hand (2003) - producer

### Zone of the Enders-serie
- Zone of the Enders: The 2nd Runner (2003) - producer
- Zone of the Enders (2001) - producer

### Tokimeki Memorial Drama-serie
- Tokimeki Memorial Drama Series Vol. 3: Tabidachi no Uta (1999) - executive director
- Tokimeki Memorial Drama Series Vol. 2: Irodori no Love Song (1998) - planner/producer
- Tokimeki Memorial Drama Series Vol. 1: Nijiiro no Seishun (1997) - planner/producer/drama director

### Snatcher-serie
- Snatcher CD-ROMantic (1992) - schrijver/regisseur
- SD Snatcher (1990) - originele schrijver
- Snatcher (1988) - schrijver/regisseur
- Sdatcher (2011) - Ontworpen samen met Suda 51, prequel in de vorm van een radiodrama.

### Andere games
- Death Stranding (2019) - Eerste game zonder Konami.
- Super Smash Bros. Brawl (2008) - ontwerper van Shadow Moses Island stage.
- Kabushiki Baibai Trainer Kabutore! Next (2007)
- Stock Trading Trainer : Kabutore (2006) - ?
- Policenauts (1994) - schrijver/regisseur
- Lost Warld (sic) (1986, geannuleerd) - schrijver/regisseur
- Penguin Adventure (1986) - assistent regisseur

### Films
- Versus (2000) - Cameo (Figurant)
- Azumi (2003) - Cameo (Figurant)
- Metal Gear Solid (2008) - uitvoerend producent/schrijver